# Кен Хенсли
Кенет Вилијам Дејвид Хенсли (енгл. Kenneth William David Hensley; Лондон, 24. август 1945 — Агост, 4. новембар 2020) био је британски рок певач, композитор, мулти-инструменталиста и продуцент познат по свом раду са бендом Јураја Хип током 1970-их.
Био је аутор већине групиних хитова укључујући, „Lady in Black”, „Easy Livin'”, „Stealin'”, „Look at Yourself” и „Free Me”.